# Volvo PV650-serie
De Volvo PV650-serie is een serie auto's geproduceerd door de Volvo Car Corporation tussen 1929 en 1937. De modelnaam stond voor PersonVagn ("personenauto"), 6 cilinders, 5 zitplaatsen. Het derde getal gaf de versie aan.

## PV650-652
Volvo heeft al in 1926 een grotere opvolger gepland voor zijn eerste auto, de Volvo PV4/ÖV4, ruim voor de ontwikkeling van de kleinere viercilindermodellen. Reden hiervoor was dat de Zweedse automarkt werd gedomineerd door Amerikaanse producenten en Volvo met een zescilinder concurrerend wilde zijn.
De Volvo PV651 is geïntroduceerd in april 1929. De auto had een sterker chassis vanwege de sterkere motor. Het bodywork was geproduceerd volgens de traditionele manier, met een houten frame, versterkt met staalplaten. In het voorjaar van 1930 is de auto opgevolgd door de PV652, met gemodificeerd interieur en dashboard. De motor had een nieuwe carburateur, maar de belangrijkste verandering was de introductie van hydraulische remmen. Volvo bouwde ook aangepaste chassis-versies van het model, o.a. pick-ups en ambulances.

## PV653-655
In de herfst van 1933 werden de zescilinder-Volvo's onder andere geüpdatet met een sterker chassis, geheel van staal zonder het houten frame. Volvo leverde twee versies: de PV653 als basismodel en de PV654 als luxe model. Deze luxe bestond o.a. uit een mooier interieur, dubbele reservebanden op de spatborden, een dubbele verchroomde claxon en twee achterlichten.

## PV656-659
In 1935 zag de PV650-serie er al verouderd uit; het bodywerk had dezelfde vorm als in 1929. Toch gaf Volvo de wagens nog een update, de nieuwe PV658 en PV659 kregen een 3670cc-motor met groter vermogen en een V-vormige radiator.
Na de Tweede Wereldoorlog was er een gebrek aan grondstoffen en brandstof, waardoor er meer vraag ontstond naar zuinige viercilinders.

## Galerij

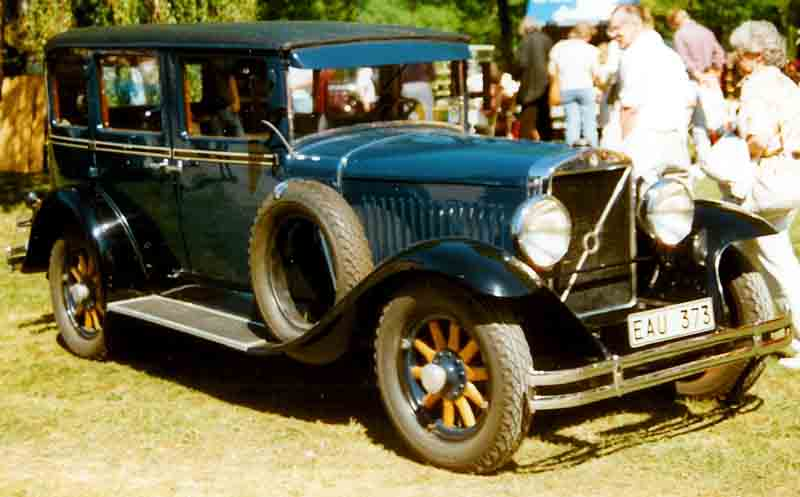
Volvo PV651 1929.
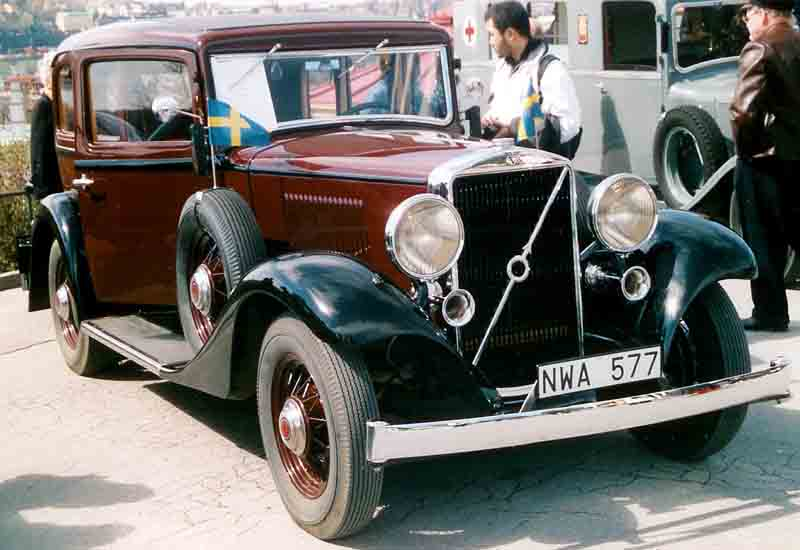
Volvo PV654 1933.
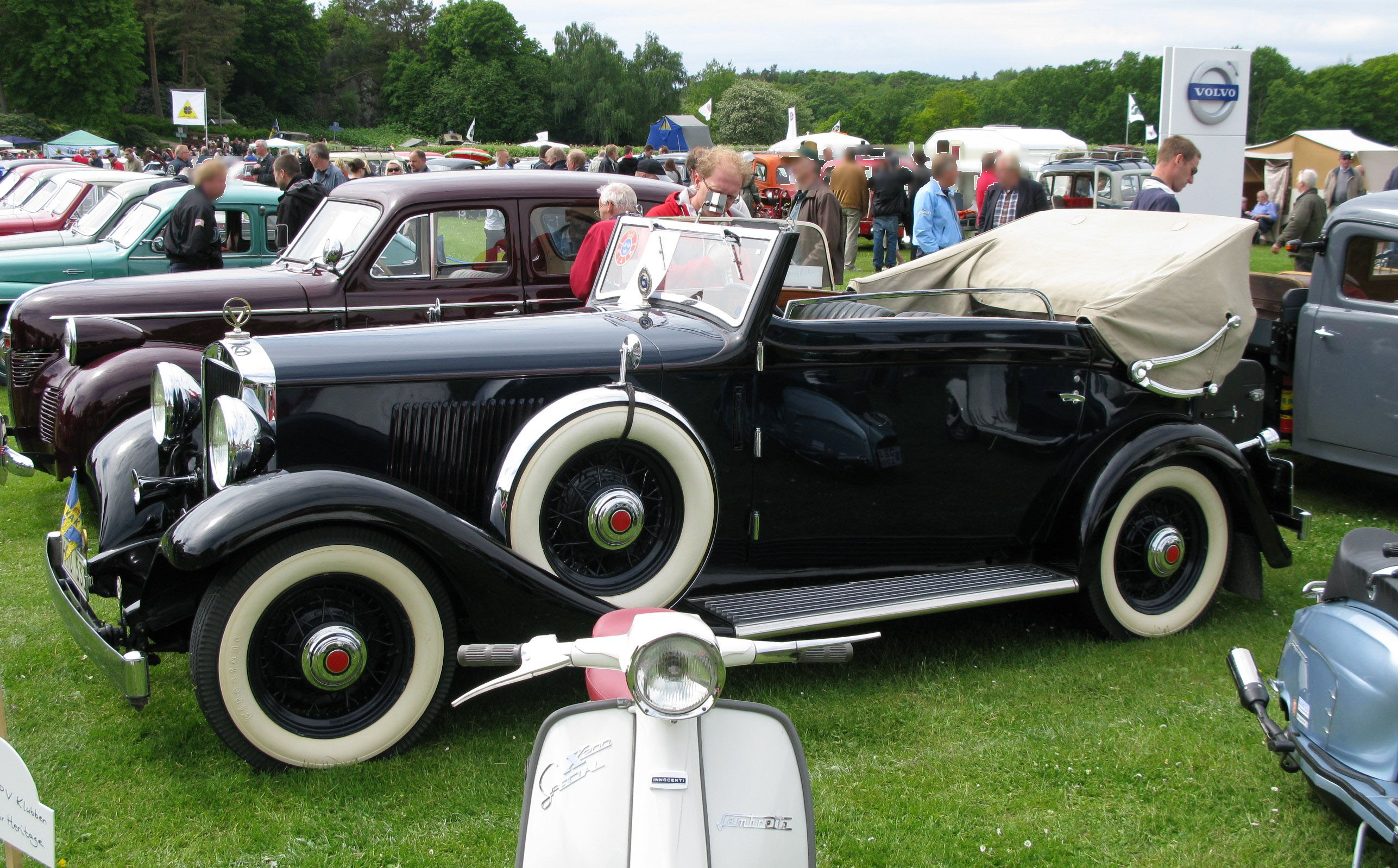
Volvo PV655 1933. Cabriolet van de Zweedse carrosseriebouwer Norrmalm.
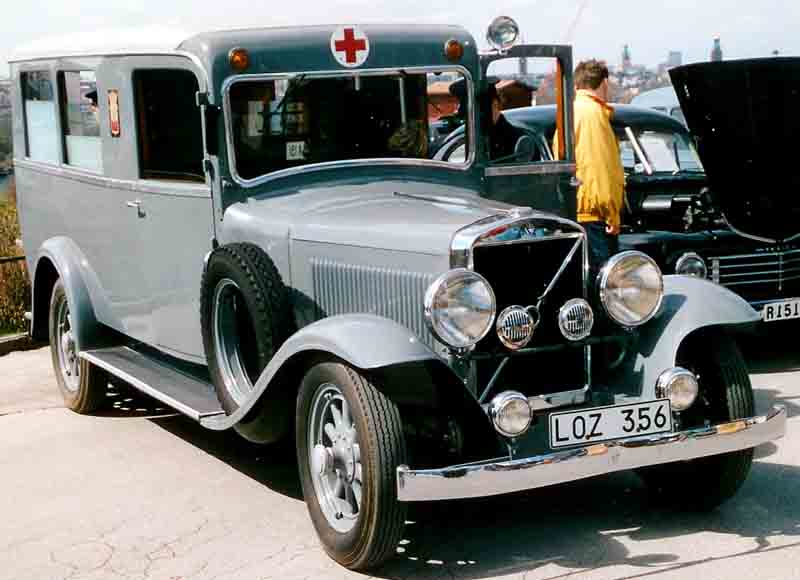
Volvo PV655 Ambulance 1934.
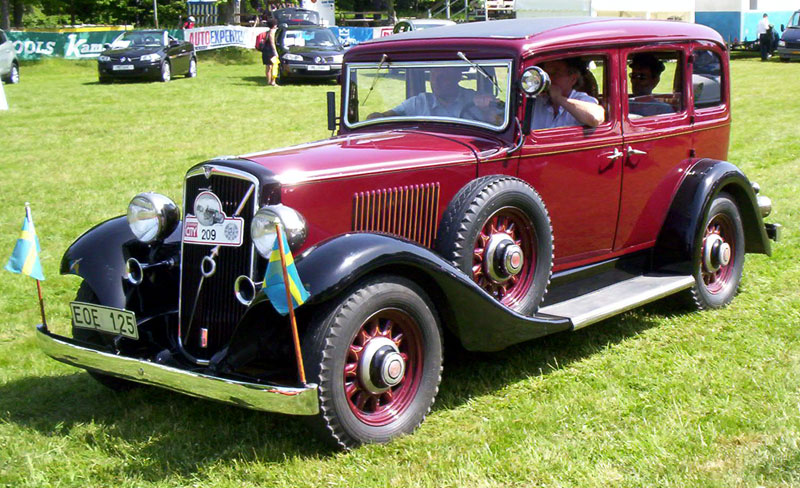
Volvo PV659 1935.

Huidige modellen:
EC40 · 
EX30 · 
S60-V60 · 
S90-V90 · 
XC40 · 
XC60 · 
XC90 · 
EX90
Modellen geïntroduceerd na 1965:
100-serie · 
164 · 
200-serie · 
262C · 
66 ·
300-serie · 
400-serie ·
480 ·
700-serie · 
850 · 
900-serie · 
C30 · 
C70 · 
S40 · 
S70 · 
S80 · 
V40 ·
V40 Classic ·
V50 · 
V70-XC70
Modellen geïntroduceerd voor 1965:
ÖV4 · 
PV4 · 
PV650-serie ·
TR670-serie ·
PV36 ·
PV800-serie ·
PV50-serie · 
PV444 ·
PV60 ·
Duett ·
P1900 ·
Amazon · 
PV544 ·
P1800
Conceptauto's:
Philip ·
VESC ·
ECC ·
YCC ·
ReCharge ·
Concept You